# مركز حدود الدرة
مركز حدود الدرة أحد المعابر الحدودية الثلاث بين الأردن والسعودية. تأسس عام 1966، ويقع على شاطئ خليج العقبة بين مدينة العقبة الأردنية في محافظة العقبة، ومحافظة حقل في منطقة تبوك السعودية.

## تاريخ
يعود تاريخ مركز حدود الدرة إلى عام 1966 بعد تعديل الحدود مع المملكة العربية السعودية حيث أصبح مخفراً للأمن العام ومركز حدودي لسكان مدينتي العقبة الأردنية ومحافظة حقل السعودية. يتم العبور بين الدولتين بموجب تصاريح من الحاكم الإداري للعقبة وأمير مدينة حقل، وفي عام 1988 تم ترفيع هذا المركز إلى قسم حدود الدرة وأصبح يستقبل جميع الجنسيات كما في المراكز الحدودية الأخرى. يبلغ عدد المسافرين عن طريق مركز حدود الدرة حوالي 520 الف مسافر وحوالي 215 الف مركبة سنوياً.

## وصلات خارجية
- خارطة للمعبر على Google maps.